# Johannes Kepler
Johannes Kepler (Weil der Stadt kraj Stuttgarta, 27. prosinca 1571. – Regensburg, 15. studenog 1630.), njemački astronom, matematičar i astrolog. Ustanovio je gibanje planeta po elipsama, te time srušio teorije i vjerovanja da se planeti oko Sunca gibaju po kružnicama (Prvi Keplerov zakon). Nakon teškog djetinjstva odlučio se za crkvenu karijeru, pa je 1584. stupio u sjemenište u Adelsbergu. Pošto je primljen na Sveučilište u Tübingenu, gdje ga je astronomiji poučavao Kopernikov sljedbenik Michael Mästlin, napustio je svećeničku službu i 1594. prihvatio katedru astronomije u Grazu. Njegov su rad zapazili Galileo Galilei i Tycho Brahe, koji ga je pozvao za pomoćnika u Prag. Nakon Braheove smrti 1601., preuzeo je njegov položaj dvorskoga matematičara i astrologa cara Rudolfa II. Od listopada 1604. do početka 1606. promatrao je novu zvijezdu (Keplerova supernova ili SN 1604), koja je sjajem u maksimumu nadmašivala sjaj Jupitera; na mjestu zvijezde, za koju se danas zna da je bila supernova, zapažaju se samo difuzni ostatci, bez ostatka zvijezde. 
Koristeći vrlo točna Braheova opažanja planeta Marsa, Kepler je otkrio pravilnosti u planetskim gibanjima koja su poznata pod imenom Keplerovi zakoni. Prva dva zakona objavio je 1609. u svojem glavnom djelu Astronomia nova. On je bio prvi od astronoma koji se sasvim riješio epicikala, geometrijskih konstrukcija koje su uvedene u geocentričnom sustavu. U istom djelu objavio je svoje tumačenje plime i oseke kao posljedice djelovanja Mjeseca. No njegovo traženje razloga zbog kojih se planeti gibaju svojim stazama gubilo se u naivnim predodžbama. Tek je Isaac Newton, na temelju dinamike i triju Keplerovih zakona, ustanovio zakon opće gravitacije. 
Nakon Praga, Kepler je 1612. prešao u Linz, gdje je predavao matematiku. God. 1615. izdao je matematičko djelo Nova stereometrija vinskih bačava /ustvari zakrivljenih ploha/ (lat. Nova Stereometria Doliorum Vinariorum), u kojem se služio postupcima koji ga čine pretečom infinitezimalnoga računa. Godine 1619. objavio je djelo Skladnosti svijeta (lat. Harmonices mundi) u kojem se izlaže njegov treći zakon. Nastavljajući Braheov rad, 1627. izdao je Rudolfinske tablice (lat. Tabuli Rudolphinae) za izračunavanje položaja planeta, s logaritamskim tablicama, tablicama atmosferske refrakcije, te katalogom 1005 zvijezda. Tablice su bile u upotrebi još cijelo stoljeće. Kepler je pridonio i modernoj optici konstrukcijom astronomskoga teleskopa (Keplerov dalekozor je vrsta dalekozora ili teleskopa s dvjema sabirnim (konveksnim) lećama, koji daje obrnutu sliku predmeta), a također i tumačenjem širenja svjetlosti i djelovanja oka.

## Djetinjstvo i obrazovanje
Mnogo podataka o Kepleru i njegovoj obitelji znamo iz horoskopa koje je pisao (ti horoskopi će imati važnu ulogu u njegovom daljnjem životu, jer će mu izrada istih za brojne plemenitaše osigurati dovoljno sredstava za bavljenje pravim znanstvenim radom). Prema tim horoskopima Kepler je rođen 27. prosinca 1571. u 14:30, poslije trudnoće od 224 dana, 9 sati i 53 minute. Rođen je u njemačkom gradiću Weil der Stadtu (danas dio Stuttgartske regije u njemačkoj saveznoj pokrajini Baden-Württemberg, 30 kilometara zapadno od centra Stuttgarta). Njegov djed, Sebald Kepler, bio je krznar i gradonačelnik. Njegov otac, Heinrich Kepler, bio je profesionalni vojnik, koji odlazi u rat, u Nizozemsku, kada su Johannesu bile 3 godine. Vraća se nakon dvije godine i kupuje kuću u Leonbergu, te se ponovno pridružuje vojsci. Vraća se još jednom, prodaje kuću i kupuje gostionicu, no taj mu posao ne ide, te 1588. godine napušta obitelj, koja ga više nikad nije vidjela. Pretpostavlja se da je preminuo u Osamdesetogodišnjem ratu u Nizozemskoj. Njegova majka Katharina Guldenmann, gostioničareva kćer, bila je iscjeliteljica i travarica, te je kasnije optužena da je vještica. Rođen prerano, Johannes je bio slabo i boležljivo dijete. Međutim, bio je brilijantno dijete, često je impresionirao putnike u djedovoj gostionici svojim izvanrednim matematičkim sposobnostima.
S astronomijom se susreo rano, te je razvio ljubav prema njoj koja je trajala cijeli život. Sa šest godina promatrao je Veliki komet iz 1577., i zapisao o tome: "Majka me odvela na visoko mjesto da ga gledam". Međutim, male boginje su ga ostavile slabog vida i bolesnih ruku, ograničavajući njegovu sposobnost bavljenja promatračkom astronomijom. U to vrijeme su protestanti nastojali solidno školovati siromašnu i nadarenu djecu, kako je Johannes bio jedan od njih, primaju ga u osnovnu školu. Poslije odlazi u bogoslovnu školu, gdje maturira sa 17. Godine 1589. Kepler nastavlja školovanje na sveučilištu u Tübingenu kao student filozofije i teologije. Filozofiju je studirao pod Vidom Müllerom, koju je vrlo brzo završio, te prelazi na teologiju. Iako je od djetinjstva bio vrlo religiozan, nikada nije imao namjeru postati svećenikom, ali to je bio jedini način da se u to siromašno doba obrazuje. Pokazao se vrhunskim matematičarom i stekao reputaciju kao vješt astrolog, izrađujući horoskope za kolege studente. Pod profesorom Michaelom Maestlinom, on je naučio Ptolomejski sustav kao i Kopernikov sustav planetarnog gibanja. U tom trenutku se opredijelio za Kopernikov sustav. U studentskim raspravama, branio je heliocentrizam iz teorijske i teološke perspektive, vjerujući da je Sunce glavni izvor moći u svemiru.

## Graz (1594. – 1600.)

### Profesor Kepler
Poslije četiri godine studija teologije, upravo kad je bio pred završnim ispitima, ponuđeno mu je mjesto profesora Protestantske škole u Grazu. Profesori su zaključili da će neovisni, znatiželjni i prkosni Kepler, koji je javno branio Kopernika, biti bolji profesor nego svećenik. Kepler je bio počašćen, no nije bio oduševljen – položaj je bio nizak. Na kraju su znatiželja i neovisnost tog položaja prevagnuli i on prihvaća ponudu u travnju 1594., u dobio od 23, pod uvjetom da se može vratiti i završiti teološki studij.
Predavanja matematike u Grazu su bila veliko razočarenje za njega. Imao je malo učenika, uzbuđivao se zbog malih stvari koje su bile nerazumljive njegovim učenicima. Neuspjeh ga je tjerao u očaj, te je molio svog profesora Maestlina da ga vrati. No uprava škole je bila zadovoljna njime, te mu nije dopustila da se vrati na sveučilište u Tübingenu. Drugi dio njegova posla se svodio na primijenjenu astronomiju, astrologiju. Morao je pisati godišnje kalendare i horoskope, što mu je osobno bilo zanimljivo. Za jedan kalendar je dobivao 20 florina, što je tada bila pristojna suma.

### Brak
U prosincu 1595. Kepler upoznaje Barbaru Müller, 23-godišnju udovicu (dvostruku) koja je imala mladu kćer, i on joj se počeo udvarati. Müller, nasljednica imanja svog pokojnog muža, bila je kći uspješnog mlinara. Njezin otac Jobst u početku protivio se braku unatoč Keplerovom plemstvu, zbog Keplerovog siromaštva. Jobst je popustio nakon što je Kepler završio rad na Mysterium Cosmographicum, ali su zaruke skoro propale dok je Kepler riješavao detalje objavljivanja. Međutim, crkveni dužnosnici, koji su pomogali oko priprema, vršili su pritisak na Müllere da poštuju svoj dogovor. Barbara i Johannes vjenčali su se 27. travnja 1597. U prvim godinama braka, Kepleri su imali dvoje djece (Heinrich i Susanna), oboje su umrli u ranom djetinjstvu. Kasnije su dobili još troje djece, kći Susannu 1602., sina Friedricha 1604. i drugog sina Ludwiga 1607.

### Mysterium Cosmographicum
Keplerov prvi veliki astronomski rad, Mysterium Cosmographicum (Svemirska tajna), bio je prva objavljena obrana Kopernikova sustava. Kepler je tvrdio da je imao prosvijetljenje 19. srpnja 1595., dok je držao nastavu u Grazu, pokazujući periodične veze Saturna i Jupitera u zodijaku, zaključio je da pravilni mnogokuti mogu biti baza svemira ograničavajući upisane i opisane kružnice u određenom omjeru. Nakon što nije uspio pronaći jedinstveno uređenje poligona koji odgovaraju poznatim astronomskim promatranjima (čak s pomoćnim, nepostojećim planetima dodanim u sustav), Kepler je počeo eksperimentirati s 3-dimenzionalnim poliedrima. On je utvrdio da bi svako od pet Platonovih tijela moglo biti jedinstveno umetnuto u sferu, grupiranjem tih tijela, svako obloženo sfereom, jedno unutar drugog bi proizvelo šest slojeva, koji odgovaraju šest poznatih planeta, Merkur, Venera, Zemlja, Mars, Jupiter i Saturn. 
Kepler je također pronašao jednadžbu koja se odnosi na veličinu planetarne putanje i duljine ophodnog vremena, no Kepler je odbacio tu jednadžbu, jer nije bila dovoljno točna. Kepler je mislio da je otkrio Božji geometrijski plan za svemir. Velik dio Keplerovog entuzijazma za Kopernikov sustav proizašao je iz njegovih teoloških uvjerenja o vezi između fizičkog i duhovnog. Uz potporu mentora Michaela Maestlina, Kepler je dobio dopuštenje senata sveučilišta u Tübingenu da objavi svoj rukopis, uz uvjet da izbaci egzegeze (kritike ili komentare na djelove Biblije) i da osmisli jednostavniji i razumljiviji opis Kopernikovog sustava, kao i svojih novih ideja.
Mysterium Cosmographicum je objavljen 1596. Kepler je dobio kopije svoga djela, te ih je podijelio istaknutim astronomima početkom 1597. Nije bilo baš čitano, ali je Kepler dobio reputaciju vrlo vještog astronoma.
Premda će detalji biti promjeni u svjetlu njegovih kasnijih djela, Kepler nije napustio Platonističko poliedarsko sferično viđenje svemira iz Mysterium Cosmographicum. Njegovi kasniji glavni astronomski radovi su na neki način samo daljnji razvoj toga, bavi se točnijim računanjem unutarnje i vanjske mjere za sfere i izračunavanjem ekscentriciteta od planetarnih putanja u njemu. 1621. Kepler je objavio drugo prošireno izdanje Mysterium Cosmographicum, detalje u fusnotama, ispravke i poboljšanja do kojih je došao u 25 godina od svoje prve objave.

## Prag (1600. – 1612.)

### Školovanje kod Brachea
Proučavajući dalje svoje ideje o nebeskim tijelima i kuglama, zapazio je da je Nikola Kopernik drugačije objašnjavao slučaj Zemlje od drugih planeta. To je potaklo Keplera, jer ako je Kopernik ovdje pogriješio i ako bi se Zemlja promatrala na isti način kao i svi drugi planeti, njegova bi se neobična teorija mogla bolje uskladiti s promatranjima. Zato se Kepler dao na određivanje točne staze Zemlje. Za ovo su mu bila potrebna najtočnija promatranja, pa je odlučio zamoliti Tycha Brachea da mu ustupi svoje knjige s mjerenjima. Velika udaljenost od Graza, gdje je Kepler živio, do Danske možda bi ga spriječila da otputuje Tychu, ali Tycho se posvađao s mnogim ljudima u Danskoj i bojeći se da mu ne uzmu njegove astronomske instrumente napustio je Dansku 1597. godine i naselio se u Češkoj pred kraj 16. stoljeća. Kepler je u međuvremenu pobjegao iz Graza zbog religioznih progona i došao u Prag u 4. veljače 1600. Tako je Kepler mogao surađivati s Tychom. No Tychu Bracheu nije padalo na pamet da Kepleru samo ustupi mjerenja, on je zahtijevao da mu se Kepler pridruži kao pomoćnik i s njim provodi mjerenja. 
Pošto je Bracheov stariji pomoćnik Longomontanus imao problema s Marsom, njega dobiva ambiciozni Kepler. Ovaj izjavljuje da će odrediti parametre putanje za 8 dana (čak su pale oklade). Posao je trajao 6 godina. Sretna je okolnost što Kepler počinje s Marsom, jer je on, ukupno gledano, najpogodniji za otkriće eliptičnosti. Kepler tada pod Bracheovom, ne baš nježnom rukom, prolazi svoju prvu školu mjerenja. Deset mjeseci koliko su proveli zajedno (od ukupno 18) bilo je dovoljno da Kepler završi školovanje. To je moglo trajati i kraće da Kepler nije išao dva puta u Graz, dovesti ženu. U međuvremenu, Brache predlaže caru da uzme Keplera u službu.
Dva dana nakon Bracheove smrti, 6. studenog 1601., Kepler je imenovan carskim matematičarom. Imao je 30 godina. Na samrtnoj postelji Tycho je zaklinjao Keplera da ne zaboravi sustav koji je on zastupao, da se Sunce okreće oko Zemlje, a da se svi ostali planeti okreću oko Sunca. Kepler je obećao da to neće zaboraviti, premda je bio svjestan da se ovaj sustav samo neznatno razlikuje od Kopernikova sustava. U svojim kasnijim radovima on se savjesno držao obećanja. Važno je napomenuti da je Brache imao vrlo neugodnu narav i svatko tko je radio s njim je svaki dan bio obasipan bujicom uvreda. Time Keplerovo pridržavanje obećanja još više dobiva na težini i izvrsno je svjedočanstvo Keplerova karaktera (i neizmjernog poštovanja Tycha Brachea), kao i činjenica da je 25 godina poslije svoje velike planetarne tablice Tabuli Rudolphinae posvetio uspomeni na Tycha Brachea.

### Savjetnik caru Rudolfu II
Keplerova je prvenstvena obaveza, kao carskom matematičaru bila pružanje astroloških savjeta caru Rudolfu II. Osim horoskopa za saveznike i strane vođe, car je Keplera tražio savjete u doba političkih problema (iako Keplerove preporuke se temelje više na zdravom razumu, nego zvijezdama). Službeno, jedine prihvatljive vjerske doktrine u Pragu, gdje je bio carski matematičar, bile su, katolička vjera i utrakvizam (kalistantizam), zbog svoje pozicije na carskom sudu mu je omogućeno da prakticira svoju protestantsku vjeru nesmetano. Car osigurava dovoljno prihoda za njegovu obitelj, no na poteškoće nailazi jer zapravo dobiva dovoljno novca samo za ispunjavanje svojih obaveza. Djelomično zbog financijskih problema, život u kući s Barbarom postaje neugodan, djelomično narušen prepirkama i napadajima bolesti. Rad na sudu, međutim, doveo je Keplera u dodir s drugim istaknutim znanstvenicima (Wacker von Wackenfels, Jost Bürgi, David Fabricius, Martin Bachazek i Johannes Brengger, između ostalih) i astronomski rad napreduje brzo.

### Astronomiae Pars Optica
Kroz veći dio 1603., Kepler je koncentriran na svoj drugi rad, temeljen na optičkoj teoriji; rezultat je rukopis, predstavljen caru 1. siječnja 1604. i objavljen kao Astronomiae Pars óptica (Optički dio astronomije). U njemu je, Kepler opisao zakon inverznog kvadrata koji opisuje jakost svjetlosti, refleksije ravnih i sfernih zrcala,  principe pinhole kamere (fotoaparat koji umjesto objektiva ima samo jednu malenu rupicu kroz koju ulazi svjetlost i na taj se način stvara slika na fotopapiru ili na filmu), paralaksu (paralaksa je prividna promjena položaja objekta u odnosu na pozadinu zbog razlike u položaju dvaju promatrača, promjene položaja promatrača ili zbog gibanja promatrača velikim brzinama.) i prividne veličine nebeskih tijela. Također je proširio svoje studije optike na ljudsko oko, te se općenito smatra da su neuroznanstvenici prvi koji su priznali njegovu ideju da se slike projiciraju preokrenute od leće oka na mrežnicu. Danas, “Astronomiae Pars óptica” je općenito priznata kao temelj moderne optike (iako je zakon loma upadljivo odsutan).

### Keplerova supernova SN 1604.
17. listopada 1604. Kepler promatra neobično sjajnu zvijezdu koja se iznenada pojavila u zviježđu Zmijonosac. Prije njega ju je promatralo nekoliko astronoma 8 dana ranije. Pojavljivanje zvijezde, koju je Kepler opisao u knjizi De Stella nova in pede Serpentarii (O novoj zvijezdi u stopalu Zmijonosca) što je dalo dokaz da svemir nije nepromjenjiv. Kasnije se zaključilo da je zvijezda bila supernova, druga u generaciji, kasnije nazvana Keplerova supernova ili SN 1604. Nakon toga nije zabilježena supernova u našoj galaksiji iako su viđene u drugim galaksijama.

### Astronomia nova
Daljnja istraživanja dovela su do vrhunca njegovog rada u knjizi Astronomia nova (Nova astronomija), uključujući i prva dva zakona planetarnog gibanja s analizom. S Tychovim podacima o Marsovoj putanji, Kepler je stvarao novi model kretanja Marsa, ali on sam nije bio zadovoljan sa složenim i malo netočnim rezultatom svog modela; na određenim točkama modela razlikovao se od podataka do kojih je došao Tycho Brache. Na kraju Kepler pokušava pridružit jajoliku orbitu tim podacima.
U godinama nakon završetka Astronomia Nova, većina Keplerovog istraživanja bila je usmjerena na pripreme za Rudolfinske tablice (lat. Tabuli Rudolphinae) i sveobuhvatan skup efemerida (posebnih predviđanja planetarnih i zvjezdanih pozicija).

#### Keplerovi zakoni
Tokom 6 godina borbe s Marsom, Kepler je također obavljao svoje dužnosti carskog matematičara: izdavao godišnje kalendare astroloških prognoza, radio horoskope ličnostima na dvoru i njihovim gostima, odgovarao na najrazličitija i brojna pitanja znatiželjnih važnih ličnosti. Napisao je dvije knjižice o astrologiji, jednu o kometima i jednu o obliku kristala snijega. Dosta se bavio pravim datumom Kristovog rođenja.
U to vrijeme je zapisao i nekoliko čudnih teorija za koje je zaslužan, već spomenuti, filozofsko-osjećajni dio njegovog karaktera. Da protumači zašto planeti kruže oko Sunca, postavio je hipotezu da Sunce zrači neku vrstu "utjecaja", a zračenje bi bilo slično djelovanju žbica na kotaču. Zbog vrtnje Sunca žbice pritišću planete, gurajući ih oko gotovo kružnih staza. Zato je Kepler vjerovao da su uzroci kretanja planeta sile koje djeluju pod pravim kutovima na smjer od Sunca do planeta. Kepler je vjerovao i da Sunce zrači nejednako u svim smjerovima i samo uzduž ravnina staza planeta. Ovo ga je dovelo do uvjerenja kako utjecaj Sunca opada s povećanjem udaljenosti ili jednostavno da je ona obrnuto proporcionalna udaljenosti. Gravitacijska teorija, naravno, zahtijeva da sila kojom djeluje Sunce opada obrnuto s kvadratom udaljenosti. Čudna je proturječnost da je Kepler, radeći po ovoj netočnoj osnovi, ipak došao do točnog rezultata, tj. da planeti opisuju iste površine u jednakim vremenima (Drugi Keplerov zakon).
Do kraja života vjerovao je da brzine planeta opadaju obrnuto sa svojim udaljenostima od Sunca. Bila je čudna stvar da se ovaj zaključak nije mogao upotrijebiti od planeta do planeta, nego samo za isti planet na raznim daljinama od Sunca. Činjenica da periodi obilaska planeta oko Sunca ne ovise o kvadratu njihovih udaljenosti, pokazala bi Kepleru da njegova zamisao nije bila ispravna. Nasuprot tome, Kepler je otkrio najznačajniji odnos između ophodnog vremena planeta i njihovih srednjih udaljenosti od Sunca: on kaže da je kvadrat perioda proporcionalan kubovima udaljenosti (Treći Keplerov zakon).
Još jedna izrazito čudna Keplerova zamisao je bila da ophodno vrijeme Merkura oko Sunca mora biti u istoj relaciji s iznosom rotacije Sunca, kao period ophoda Mjeseca oko Zemlje, kao iznos vrtnje Zemlje. Ovo znači da bi se Sunce trebalo jedan put okrenuti oko svoje osi za oko 1/27 dio perioda ophoda Merkura, koji iznosi oko 88 dana; prema tome, Sunce bi se dakle jedan put okrenuti oko svoje osi rotacije za oko 3 dana. Galilejevo otkriće Sunčevih pjegi dovelo je do prvog određivanja rotacije Sunca, a ono je neposredno pokazalo da je ovo neobično shvaćanje bilo vrlo daleko od realnog. Kepler također nikada nije napustio ideju o kocki, tetraedru itd., jer je razvio jednu novu čudnu teoriju, koja se očito mnogo bolje slagala s činjenicama. Smatrao je da planeti emitiraju neku vrstu harmonije analogne muzičkim tonovima, gdje bi jakost tona bila proporcionalna brzini planeta. Upotrebljavajući poznatu veličinu staza planeta, njihovih ekscentriciteta i njihovih perioda, on je dobio sistem tonova.  
Planeti Merkur i Mars imaju prilično veliko područje tonova, jer su njihovi ekscentriciteti relativno veliki. Ovo znači da oni imaju relativno velike promjene svojih udaljenosti od Sunca, i zato, prema Kepleru, velike promjene u svojim brzinama i emisijama tonova. S druge strane. Venera ima vrlo mali ekscentricitet, pa se vrlo malo mijenja njena udaljenost od Sunca. Zato Venera emitira isti ton. Naravno, nije bilo slučaja da su se izračunati tonovi precizno slagali u frekvenciji s muzičkim tonovima koji su ovdje prikazani. Može li ovo dolaziti od greške promatranja? Danas smatramo da su dobiveni tonovi točno takvi kakvi bi trebali biti na prikladno tempiranoj skali i da zatim iz ovih unesemo maksimalne i minimalne udaljenosti planeta od Sunca. Kako se slažu rezultati uspoređeni s promatranjem? Slaganje je zapanjujuće dobro, posebno zato što ideja nema nikakve fizičke podloge niti značaja.

### Ostali radovi
U prvim mjesecima 1610., Galileo Galilei je otkrio 4 Jupiterova satelita u orbiti. Galileo je tražio mišljenje Keplera, da njegova promatranja budu vjerodostojnija. Kepler je oduševljeno odgovorio s kratkim objavljenim člankom, Dissertatio cum nuncija Sidereo (Razgovor sa zvjezdanim glasnikom). On je potvrdio Galileovo otkriće i ponudio niz spekulacija o značenju i posljedicama tog otkrića. Kasnije te godine, Kepler je objavio svoja teleskopska zapažanja u Narratio de Jovis Satellitibus te pružio daljnju potporu Galileovom radu.
Nakon što je čuo za Galileova teleskopska otkrića, Kepler je također počeo teorijsko i eksperimentalno istraživanje teleskopske optike koristeći teleskop posuđen od vojvode Ernesta u Kölnu. Rezultat je rukopis dovršen u rujnu 1610. i objavljen je kao Dioptrice. U njemu, Kepler navodi teorijske osnove dvostruke konveksne konvergentne leće i dvostruke konkavne divergentne leće, kao i koncepte stvarne i virtualne slike, uspravne i okrenute slike, i učinke žarišne duljine na povećanje i smanjenje slike. Također je opisao poboljšani teleskop, sada poznat kao astronomski teleskop ili Keplerov teleskop, u kojem dvije konveksne leće mogu proizvest veće povećanje od Galileove kombinacije konveksne i konkavne leće.
Kepler je također u svom djelu "Sommnium" 200 godina prije svih započeo žanr znanstveno-fantastičnih romana.

## Posljednje godine (1612. – 1630.)
Nakon progona i bijega iz Linza Kepler dobiva dvije ponude: Sveučilište u Bologni mu nudi da naslijedi Maginija, a Francis Bacon ga poziva u Englesku. Obje je odbio -  isto kao što Galileo nikad ne napušta Italiju, Newton Englesku, tako ni Kepler tadašnje njemačko carstvo. Nakon što je završio posao s Rudolfovim tablicama u Ulmu, odlazi u Prag gdje je u to vrijeme Car došao okruniti sina za kralja Češke. Tu sreće njegovog slavnog generala, grofa Walensteina. Prije 25 godina Walenstein je preko posrednika tražio od Keplera horoskop. Kepler je saznao o kome je riječ i proriče mu briljantnu budućnost vojskovođe. Šesnaest godina kasnije izrađuje mu još jedan. Kada su se susreli u Pragu, Walenstein mu predlaže da bude, pored carskog, i njegov privatni matematičar. Kako nije znao kamo će, Kepler pristaje. Walenstein je bio potpuno nezainteresiran za znanost, samo su mu horoskopi bili važni. A kad ih je Kepler počeo pisati oprezno, Walenstein je od njega tražio podatke o položaju planeta koje je slao poslušnijim astrolozima. Kepler tada sa svojim zetom počinje štampati efemeride, posao se svodio na to da na osnovu svojih Rudolfovih tablica izračunava detaljno kretanje planeta tokom godine, na osnovu čega se rade horoskopi. Te su knjige bile popularne, ali njihovo pripremanje je predstavljalo najniži nivo do kojeg se on spustio. To ga je dovelo do psihičkog stanja u kojemu će iskoristi prvu priliku da ode - bilo kuda. Planira otići u Regensburg i utjerati od cara 12000 florina duga. Putovao je na jednoj ragi koju u Ratisbonnu prodaje za dva florina. Tri dana kasnije dobiva groznicu i nekoliko dana kasnije, 15. studenog 1630., umire u pedesetdevetoj godini. Car mu je ostao dužan, ne samo onih 12000 florina.

### Drugi brak i suđenje majci
30. listopada 1613., Kepler je oženio 24 godine staru Susannu Reuttinger. Nakon smrti njegove prve supruge Barbare, Kepler je imao 11 različitih “kandidatkinja”. Na kraju se vratio Reuttinger (petoj kandidatkinji), o kojoj je napisao: "osvojila me ljubavlju, poniznošću i lojalnošću, vođenjem domaćinstva, marljivošću, a najviše ljubavlju koju je dala mojoj djeci". Prvo troje djece iz toga braka (Margareta Regina, Katharina, i Sebald) umrlo je u djetinjstvu. Ostalo troje doživjelo je odraslu dob: Cordula (r. 1621.), Fridmar (r. 1623.) i Hildebert (r. 1625.). Prema Keplerovim biografima, ovo je bio mnogo sretniji brak od prvog.
1615. Reingold Ursula, žena u financijskom sporu s Keplerovim bratom Cristophom,  tvrdila je da ju je njegova majka Katharina sa ‘’zlim’’ napitkom učinila bolesnom. Spor je eskalirao, a 1617. Katharina je bila optužena za čarolije i vračanje. Početkom kolovoza 1620. bila je zatvorena na četrnaest mjeseci. Oslobođena je u listopadu 1621. zahvaljujući opsežnoj pravnoj obrani koju je sastavio Kepler.

### Rudolfove tablice
Kepler je obećao Tycho Bracheu da će dovršiti njegove astronomske tablice i objaviti ih. Kad je prešao pedesetu Kepler konačno započinje posao i privodi ga kraju 1624. Već po starom običaju, novac za tisak je morao dugo čekati – godinu dana. Konačno uspijeva dobiti 2000 florina (od 6299, koliko je tražio). To je bilo dovoljno samo za papir. Tiskanje je morao platiti sam. Kad napokon dovodi tiskare u Linz pokrenuti posao, stiže i nova nevolja: počinje novi progon protestanata. Tada protestantski seljaci dižu bunu, opsjedaju Linz i 30. lipnja 1626. pale dio grada u kojem je bila tiskara. Sve do tada tiskano je uništeno, ali Kepler uspijeva spasiti originalne tablice. Zatim odlazi u Ulm, gdje uspijeva na brzinu tiskati 1000 primjeraka i poslati ih na Frankfurtski sajam knjiga. Astronomi su je rado dočekali, i ona služi cijelo stoljeće kao referentna knjiga.